# Monte Olimpo (Chipre)
El monte Olimpo (en griego, Όλυμπος) es, con 1952 m s. n. m., el pico más alto de los montes Troodos y de la isla de Chipre. Un radar de larga distancia británico actualmente opera en la cumbre del monte Olimpo, debido al Tratado de Independencia en 1960; esta cumbre que corona el Olimpo se llama Chionistra. El Olimpo toma el nombre de su homólogo griego, que era considerado como el hogar de los dioses.
La estación de esquí del monte Olimpo, Valle del Sol y Cara Norte, tiene tres telesquíes, un telesilla y varias pistas. El monte Olimpo está cubierto de bosques de pinos y cedros del Líbano. La zona ha sido bien conocida desde la antigüedad por sus minas. Los monasterios ortodoxos que se encuentran en los alrededores han sido declarados Patrimonio de la Humanidad.
En uno de sus promontorios había un templo dedicado a Afrodita de los Altos (griego, ἀκραία), en el que las mujeres no tenían permitido entrar.